# Uniestowo
Uniestowo [uɲesˈtɔvɔ] (tiếng Đức: Nestau) là một ngôi làng thuộc khu hành chính của Gmina Brojce, thuộc quận Gryfice, West Pomeranian Voivodeship, ở phía tây bắc Ba Lan. Nó nằm khoảng 7 kilômét (4 mi) phía bắc Brojce, 17 km (11 mi) về phía đông bắc của Gryfice và 86 km (53 mi) về phía đông bắc của thủ đô khu vực Szczecin.
Làng có dân số 63 người.